# ماكس سورنسن
ماكس سورنسن (18 نوفمبر 1985 في جنوب أفريقيا - ) (بالإنجليزية: Max Sorensen)‏ هو لاعب كريكت جنوب أفريقي. شارك مع منتخب أيرلندا للكريكت.

## وصلات خارجية
- ماكس سورنسن على موقع إي آس بي آن كريك إنفو (الإنجليزية)